# مجتبی طباطبایی
مجتبی طباطبایی (متولد ۱۳۴۵ در تهران) نقاش واقع‌گرای ایرانی است. مجتبی طباطبایی متولد ۱۳۴۵ در تهران است. وی در سال ۱۳۶۱ در هنرستان هنرهای زیبا در رشته نقاشی به تحصیل مشغول و در سال ۱۳۶۶ وارد دانشگاه هنر شده و در رشته نقاشی در مقطع کارشناسی فارغ‌التحصیل گردید. طباطبایی علاقه فراوانی به نقاشی فیگوراتیو دارد و این را می‌توان در بیشتر آثارش مشاهده نمود. موضوعات آثار وی اغلب اجتماعی است که گاهی با رویکردهای متفاوتی ارئه می‌شوند. خودش دربارهٔ تمایز میان هنر اجتماعی و هنر سیاسی می‌گوید:

فکر نمی‌کنم البته که بیشتر می‌تواند اجتماعی باشه. اما یک ترس عجیبی از سیاسی جلوه کردن هم در هنرمندان هست که خود من هم بیشتر مواقع دچارش هستم. اما به هر صورت امر دیدار در این مجموعه جلوتر از حتی برخورد اجتماعی اون هست. دیگر این که مگر در دوره امروز امر مستقلی هم داریم؟ مستقل از چه چیز؟ این همیشه برای من هم سؤال بوده. در نظر داشته باشیم اثر هنری پدید آمده شاید بستری اجتماعی داشته باشد اما مثل روزنامه عمل نمی‌کند؛ و ابزار و روش تفکر آن حتی تشابهی با تحلیل سیاسی مرسوم ندارد اما ممکن است موضع داشته باشد که حتماً دارد حتی اگر تظاهر به بی موضعی کند.

مجتبی طباطبایی اولین نمایشگاه انفرادی خود را در سال ۱۳۸۰ و در گالری الهه برگزار نمود و تا کنون در بیش از ۷۰ نمایشگاه گروهی در داخل و خارج ایران شرکت نموده‌است. وی به کار تصویرسازی نیز پرداخته و در سه دوره از بینال بین‌المللی براتیسلاوا شرکت نموده ‌است. او سالها به تدریس در دانشگاه‌های مختلف هنر مشغول بوده و در حال حاضر بیشتر در استودیوی خود در تهران مشغول به نقاشی است.

## نمایشگاه
- خط قرمز و دیگر چیزها، گالری اعتماد، تهران ۱۳۹۷[۳]
- بی‌نام، گالری طراحان آزاد، تهران ۱۳۹۱
- گالری فروم اشلوتز پلاتز، آئورا ۱۳۸۸[۴]
- مجموعه نقاشی، گالری الهه، تهران ۱۳۸۰[۵]

## رخدادها
- ، سخن کز دل بر آید، گالری کاستروم پرگرینی، آمستردام، هلند.
- تاریخ بازی، گالری اعتماد، تهران ۱۳۹۲
- شصتمین سالگرد کودتای بیست و هشت مرداد هزار و سیصد و سی و دو، گالری آران، تهران۱۳۹۲
- گالری پرو، دوبی ۱۳۹۱
- گالری تکش، اصفهان۱۳۹۰
- پروژهٔ منوکسید، تهران۱۳۹۰
- جهان بینی ایرانی، موزه فری برلین، برلین۱۳۹۰
- پروژه کانسون، عمارت ساروی، پاریس ۱۳۹۰
- گالری متن، اصفهان، ۱۳۹۰
- زبان بدن، گالری فا۱۳۸۹
- گالری جیل جرج، لندن، تهران ۱۳۸۹[۶]
- بیست ودومین بینال تصویرسازی براتیسلاوا۱۳۸۸
- بینال سرگردان، بلگراد ۱۳۸۸
- بیست ویکمین بینال تصویرسازی براتیسلاوا ۱۳۸۶[۷]

## رسانه
- تلاقی احساس و هنر، گفتگوی سمیه رمضان ماهی، تبیان ۱۳۹۰[۸]
- خط قرمز و دیگر چیزها، گفتگوی مهسا محمدخانی با مجتبی طباطبایی، آرت گالریز، ۱۳۹۷ تهران[۹]
- دیدار بصری از زخم، گفتگوی هادی محیط با مجتبی طباطبایی، تهران[۱۰]